# Andrea Pellegrini (pittore)
Andrea Pellegrini (Puria, 1550 circa – Milano, 28 agosto 1620) è stato un pittore italiano, figlio di Galeazzo e cugino di Pellegrino Tibaldi.

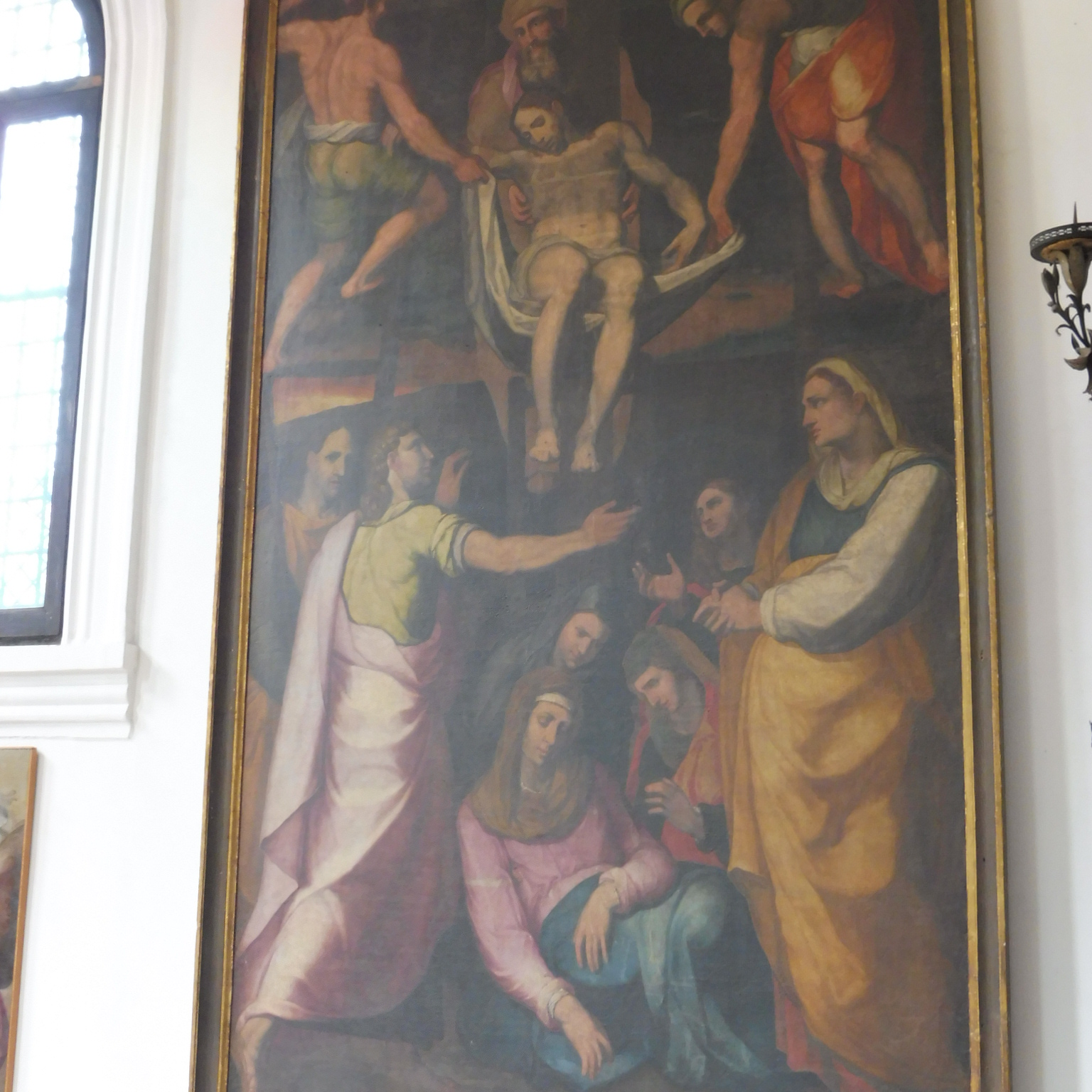
Andrea Pellegrini, Deposizione (in S. Eustorgio, Milano)

Nacque, probabilmente a Puria, intorno alla metà del XVI secolo. Collaboratore di Pellegrino Tibaldi per gli affreschi dell'Escorial, dal 1595 è attestato a Milano per le pitture della cappella di San Giacomo nella basilica di Sant'Eustorgio, dove portò a compimento la volta e realizzò la pala d'altare. Due anni più tardi, nel 1597, è attestato alle dipendenze di Valerio Profondavalle per alcune pitture, andate perdute, nel Palazzo Reale. Nel 1600 completò la decorazione ad affresco e stucco della cappella dell'Annunciazione in Santa Maria al Paradiso, mentre nel 1605 fu chiamato dalla Fabbrica del Duomo milanese per un affresco, una Madonna con il Bambino dipinta sul campanile della chiesa del Camposanto, anch'essa oggi perduta. Con il figlio Domenico (1578/1580 circa – ante 1635) fu pittore apprezzato dal cardinale Federico Borromeo. Morì nel 1620, all’età di 70 anni, a Milano, nella parrocchia di San Protaso ad Monachos.